# Brasserie Mutzig
La brasserie Mutzig est une ancienne brasserie alsacienne installée à Mutzig, dans le Bas-Rhin. Fondée en 1810, elle est fermée en 1989.
La marque appartient aujourd'hui au groupe Heineken qui la commercialise en Afrique.

## Histoire
La brasserie est fondée en 1810 par Antoine Wagner. Cinq générations de Wagner n'ont cessé de moderniser leur brasserie au fil des ans et ont construit la réputation des bières de Mutzig : Mutzig, Mutzig Pils, Mars Bock, Gold Stars, Gols Als, Felsbourg, Val de Bruche, Mutzig Export, Luxe exportation.
À ses débuts, en 1810, Antoine Wagner (24 prairial an IX - 7 janvier 1845), fils de Georges Wagner, commence la fabrication de sa bière au cœur de la ville (actuel n°56 de la rue du Maréchal Foch). Puis il s'installera à l'entrée ouest de la ville.
La production est alors de 500 hectolitres par an.
En 1844, Jérôme Wagner (18 février 1821 - 21 mars 1889) succède à Antoine, à l'ère de la grande industrialisation, Jérôme hérite d'une brasserie qu'il dotera des moyens les plus modernes, la transformant en un véritable empire.
En 1870, la brasserie produit 6 000 hectolitres.
Puis en 1886, c'est Camille Wagner (25 mai 1855 - 31 juillet 1927) qui lui succède. Les travaux de Louis Pasteur sur la fermentation ouvrent de nouveaux horizons ; toute l'usine sera modernisée. Cela permet, par la même occasion, un meilleur suivi et une meilleure régularité dans la fabrication de la bière. Qualité et conservation en seront grandement améliorées.
Quant à la production, elle ne cesse d'augmenter : 12 000 hectolitres en 1886, 25 000 hectolitres en 1900 et 40 000 hectolitres en 1914.
En 1932, Jérôme II Wagner (9 janvier 1891 - 5 juillet 1975) prend la direction. Il saura utiliser moyens commerciaux et publicitaires modernes pour faire de la bière de Mutzig une marque mondialement connue, de Madagascar aux Antilles en passant par le Sénégal, la Côte d'Ivoire...

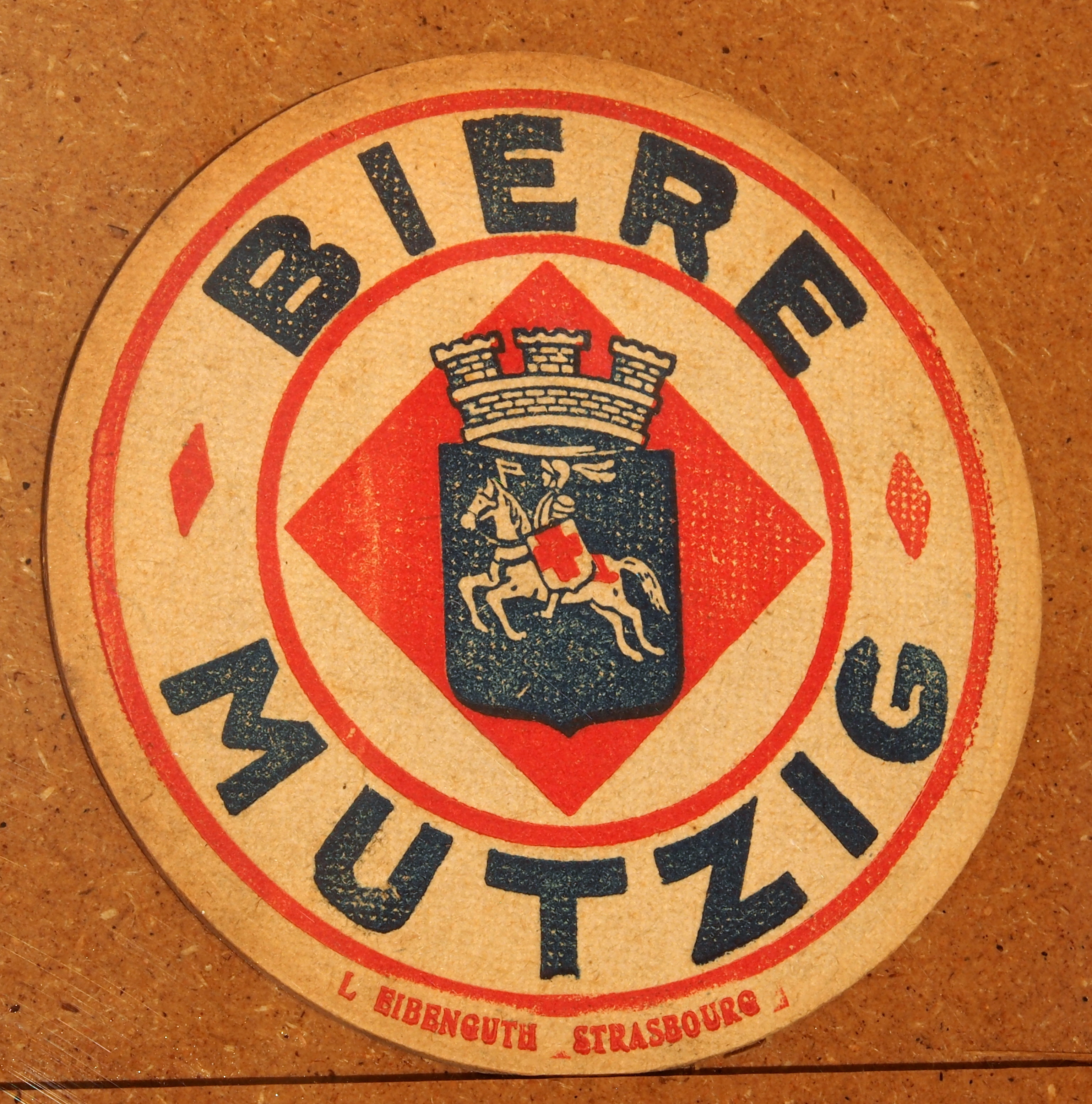
Sous-bock bière Mutzig.

La marque Mutzig sera connue du monde entier, mais de nombreux consommateurs dégustant cette bière ignorent que Mutzig est aussi une ville.

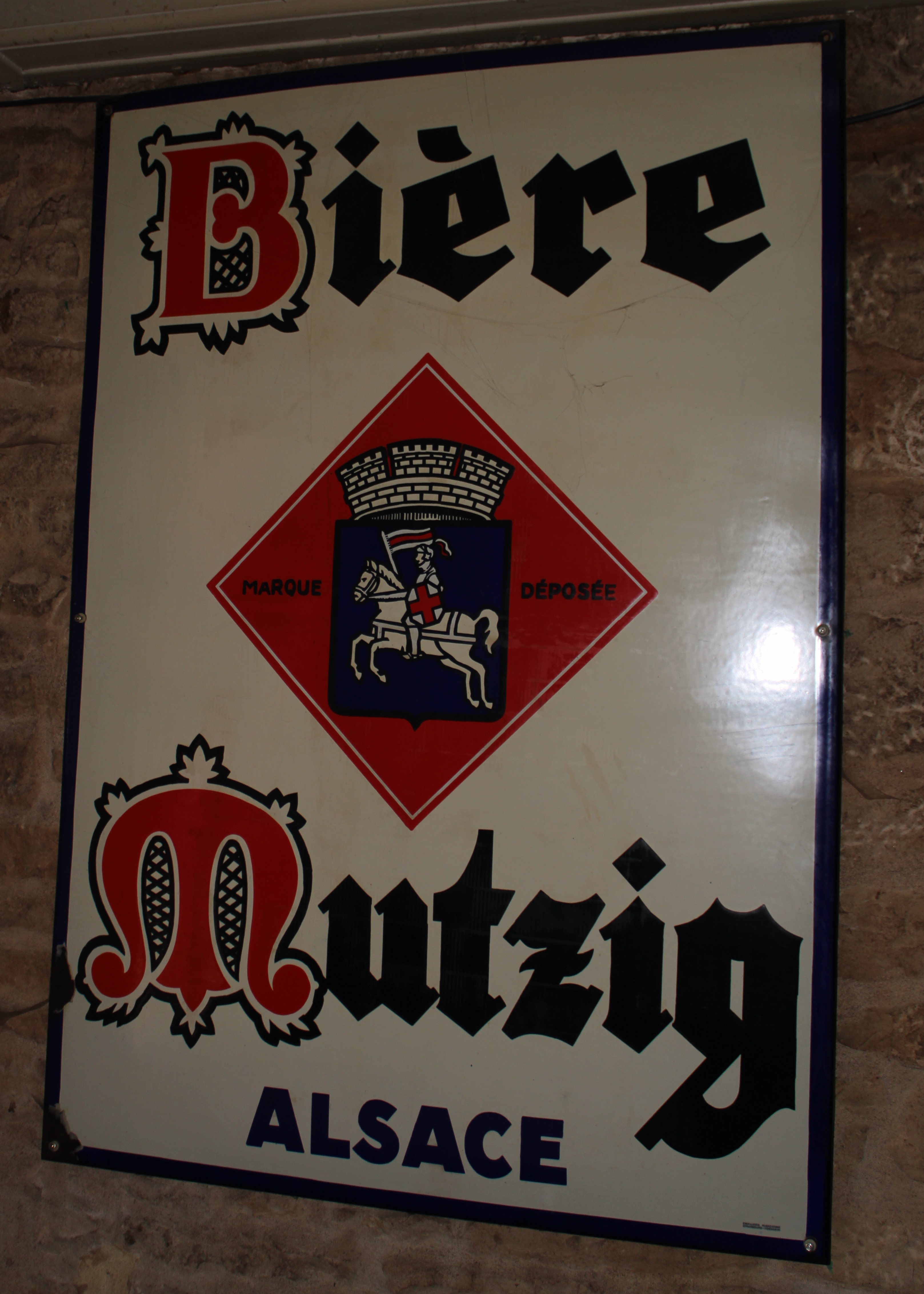
Ancienne plaque émaillée de la Bière Mutzig.

La production atteint 70 000 hectolitres en 1940.
En 1959, Roland Wagner (31 octobre 1925 - 29 novembre 1997) seconde son père dans la marche de l'usine. C'est sous leur direction que le soutirage de fûts et le conditionnement en bouteilles seront lancés à grande échelle, grâce à l'automatisation des chaines d'embouteillage.
La production monte en flèche pour atteindre 340 000 hectolitres en 1964.
La brasserie Mutzig intègre l'Alsacienne de Brasserie (Albra) en 1969, aux côtés des brasseries de l'Espérance, de la Perle, de Colmar, et Haag à Ingwiller.
L'Alsacienne de Brasserie est rachetée par le groupe Heineken en 1972. 
Heineken a fermé la brasserie Mutzig en 1989.
La brasserie désaffectée est rachetée par la ville de Mutzig en 1992. Elle fait l'objet d'une inscription au titre des monuments historiques depuis 2001. Deux bâtiments ont été réhabilités en 2009. Une pépinière d'entreprises est installée dans le bâtiment classé et surnommé « le château » en raison de son architecture. Deux annexes ont également été construites afin d'accueillir des services publics et un hôtel. La commune espère pouvoir installer des bureaux, une microbrasserie et un musée dans les autres bâtiments restants.

### Wagner - Bugatti: une passion commune
Camille Wagner, petit-fils d'Antoine Wagner, fondateur de la brasserie, s'était lié d'amitié avec le baron Augustin de Vizcaya, qui habitait le domaine du Jaegerhof à Dachstein-Gare. Leur passion commune était la chasse qu'ils pratiquaient ensemble dans leurs baux d’Altorf et de Dorlisheim.
Dès 1909, Ettore Bugatti rechercha un site pour y construire son usine. Entretemps Camille Wagner avait fait la connaissance du futur industriel par le biais de son ami, Augustin de Vizcaya, banquier à Strasbourg. Ils lui conseillèrent une ancienne teinturerie à proximité de Molsheim, la « Hardtmühle ». Ettore loua les bâtiments avec une maison d’habitation, pour 5 000 marks par an, à la propriétaire de l’époque, Mademoiselle Geisser.
En 1914, Camille fit construire à Mutzig, la « Villa Wagner » sur les flancs de la colline du Felsbourg, surplombant ainsi légèrement la brasserie. Jérôme II n'habita jamais cette demeure. Son fils Roland l'occupera de son mariage en 1949 jusqu’à son décès en 1997.

#### Un passionné de Bugatti
Après une type 13, Jérôme posséda encore plusieurs véhicules de la marque, une type 40, une type 49 et enfin deux type 57, une Ventoux et le coupé Labourdette Vutotal.
La première type 57.119, avec l’immatriculation d’origine 7374 NV 2 (NV étant jusqu’en 1953 la signalétique pour le Bas-Rhin) fut acquise le 14 mai 1934, puis cédée le 11 juillet 1939 au Docteur Pierre Muller de Strasbourg.
La seconde type 57.339, immatriculée 4057 NV 3, fut d’abord acquise par l’entreprise Kampmann de Strasbourg (huiles Bugatti), le 28 avril 1936, puis par Mr Hatt de Strasbourg – brasseur, le 26 novembre 1936 et enfin par Jérôme II Wagner le 27 juin 1939.
En 1945, après la guerre, un officier français la réquisitionne. Mais le papier officiel fourni par le jeune Lieutenant était un faux et la voiture disparut.
Elle réapparut à Paris quelques années plus tard.
En 1925 naissait Roland Wagner, le fils de Jérôme II, qui avait le même prénom que le fils d’Ettore, né trois ans plus tôt. Ce dernier tenait lui-même son prénom de Roland Garros, pilote d’avion et grand ami d’Ettore Bugatti.
Une plaque émaillée pour la brasserie fut créée reprenant le logo Bugatti.
Le logo d'une autre marque de bière, allemande, ressemble aussi étonnamment à celui de Bugatti. Il s’agit de la marque Bremme, fondée par Emil Bremme, qui a connu Ettore, par le biais de Jérôme II. En effet en 1911 alors qu’il était âgé de vingt ans, Jérôme a rencontré Emil à l’école de brasserie de Berlin, où ils ont sympathisé. Très vite il rencontrera le patron des usines Bugatti, attiré par ses bolides, il devint même pilote de course sur voitures Bugatti.

### La bière Mützig aujourd'hui

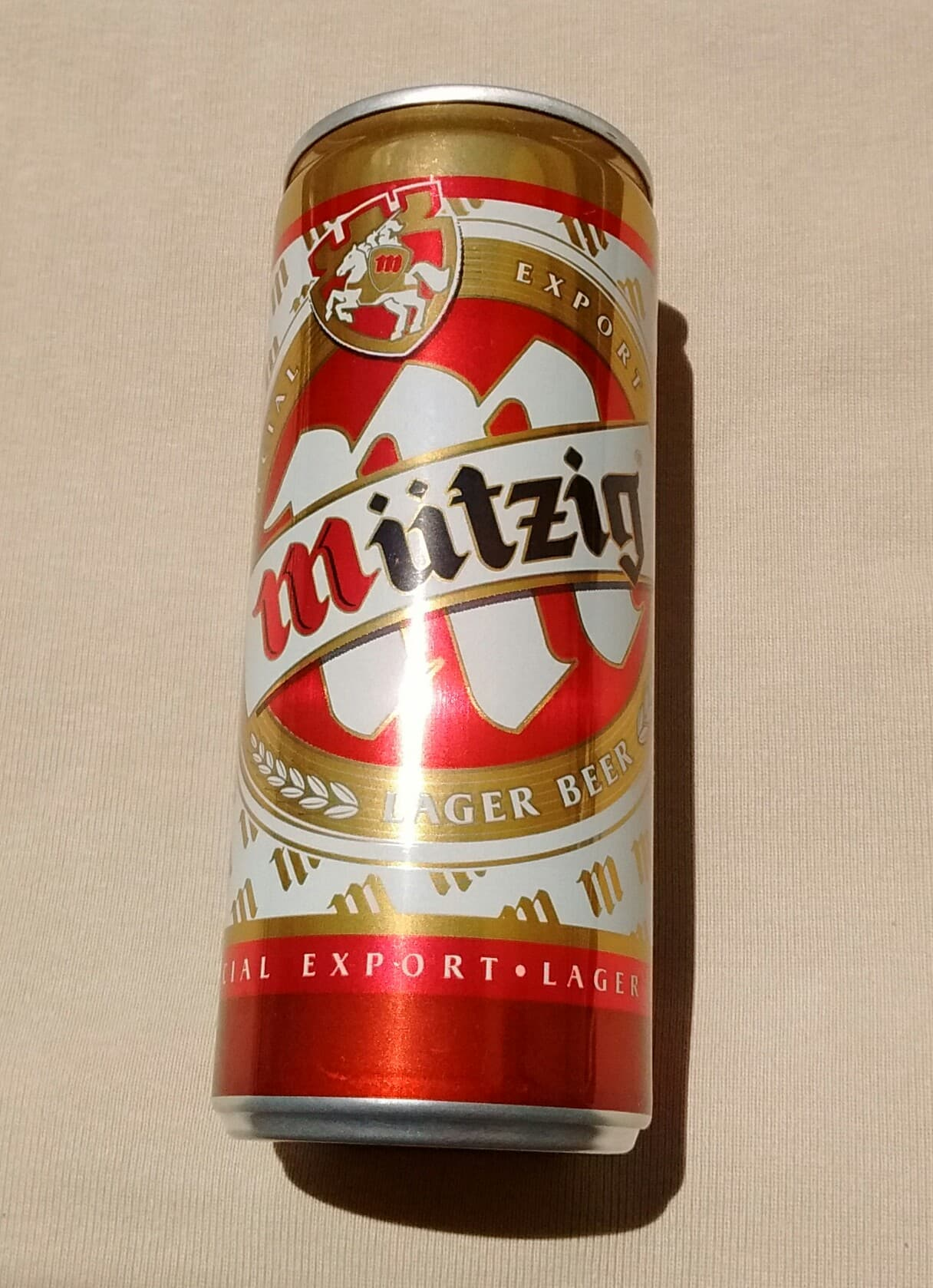
Bière Mützig vendue en Tunisie.

Heineken commercialise en Afrique une bière blonde (5,4 % ou 6 % selon les pays), de type Pils sous le nom Mützig. Le tréma a été ajouté pour des raisons juridiques, seule la bière brassée à Mutzig en Alsace et utilisant de l'eau de Mutzig peut porter ce nom. La Mützig a également été brassée par la brasserie de la Valentine de Marseille.
La bière Mützig est aujourd'hui brassée, parfois sous licence, dans plusieurs pays africains : au Rwanda où elle a été lancée en 1987 par la brasserie Bralirwa, en République démocratique du Congo où elle a été lancée en 1988 par la brasserie Bralima et au Cameroun par les brasseries du Cameroun sous licence pour le groupe Castel.

### Galerie

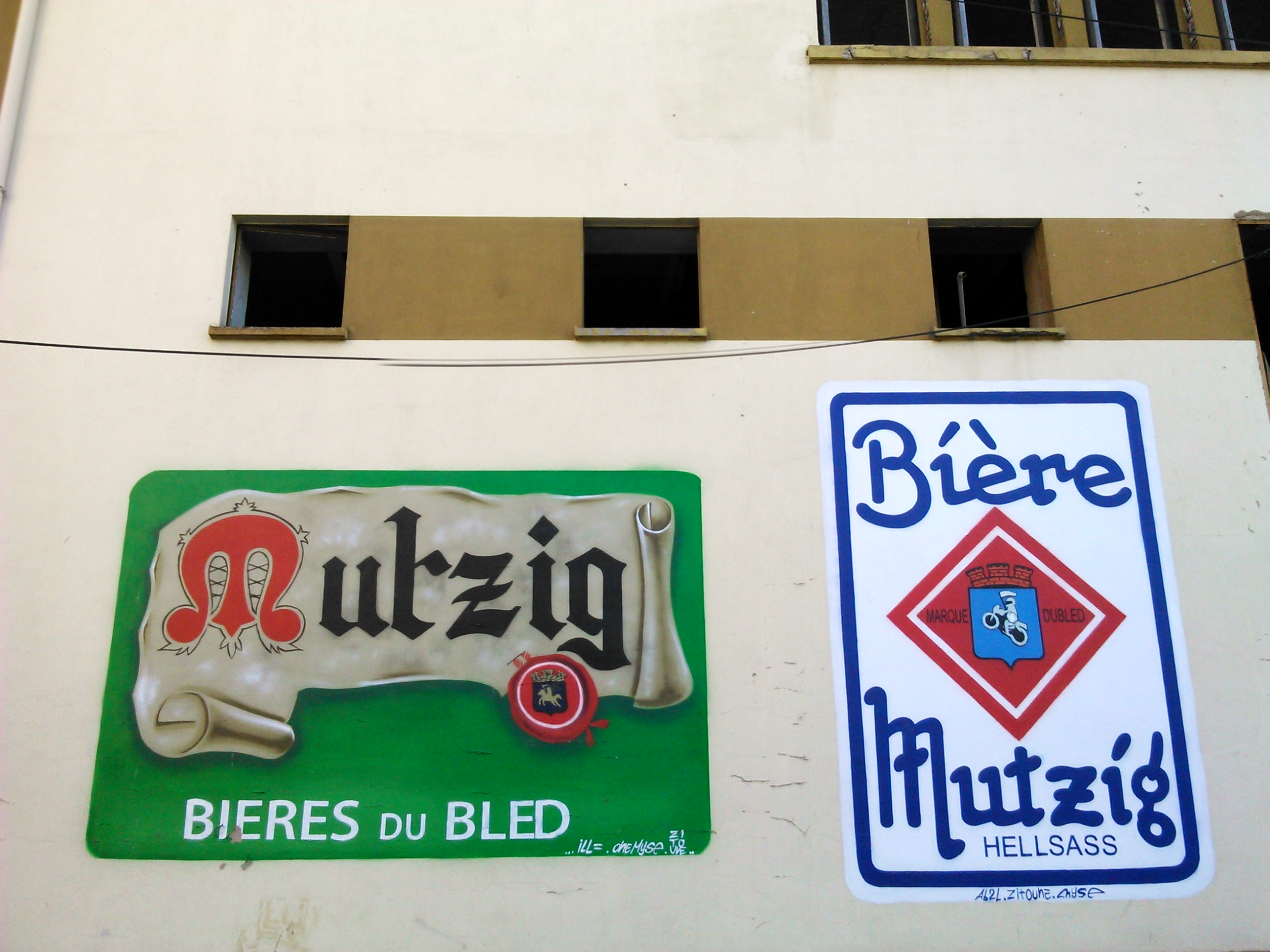
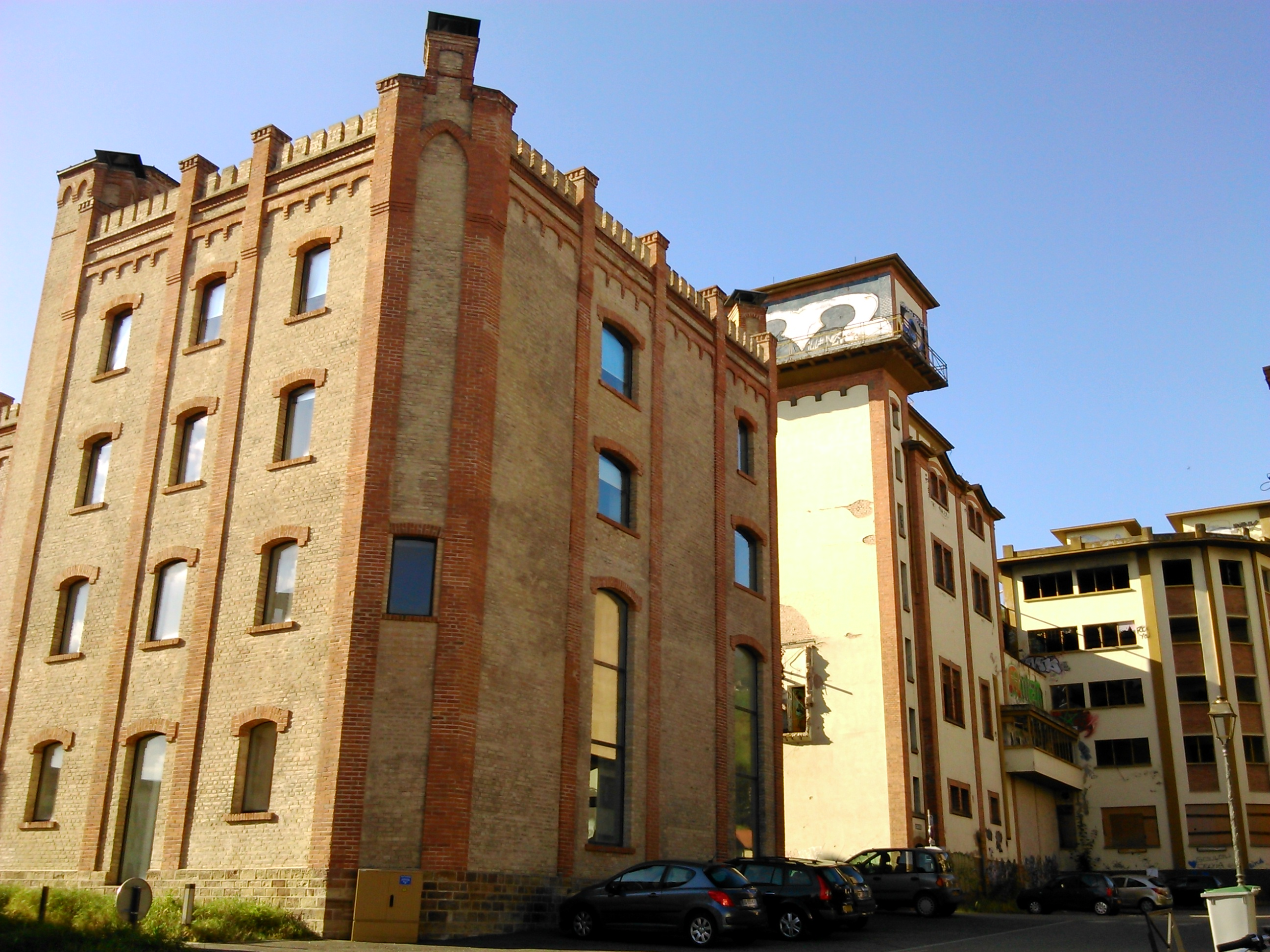
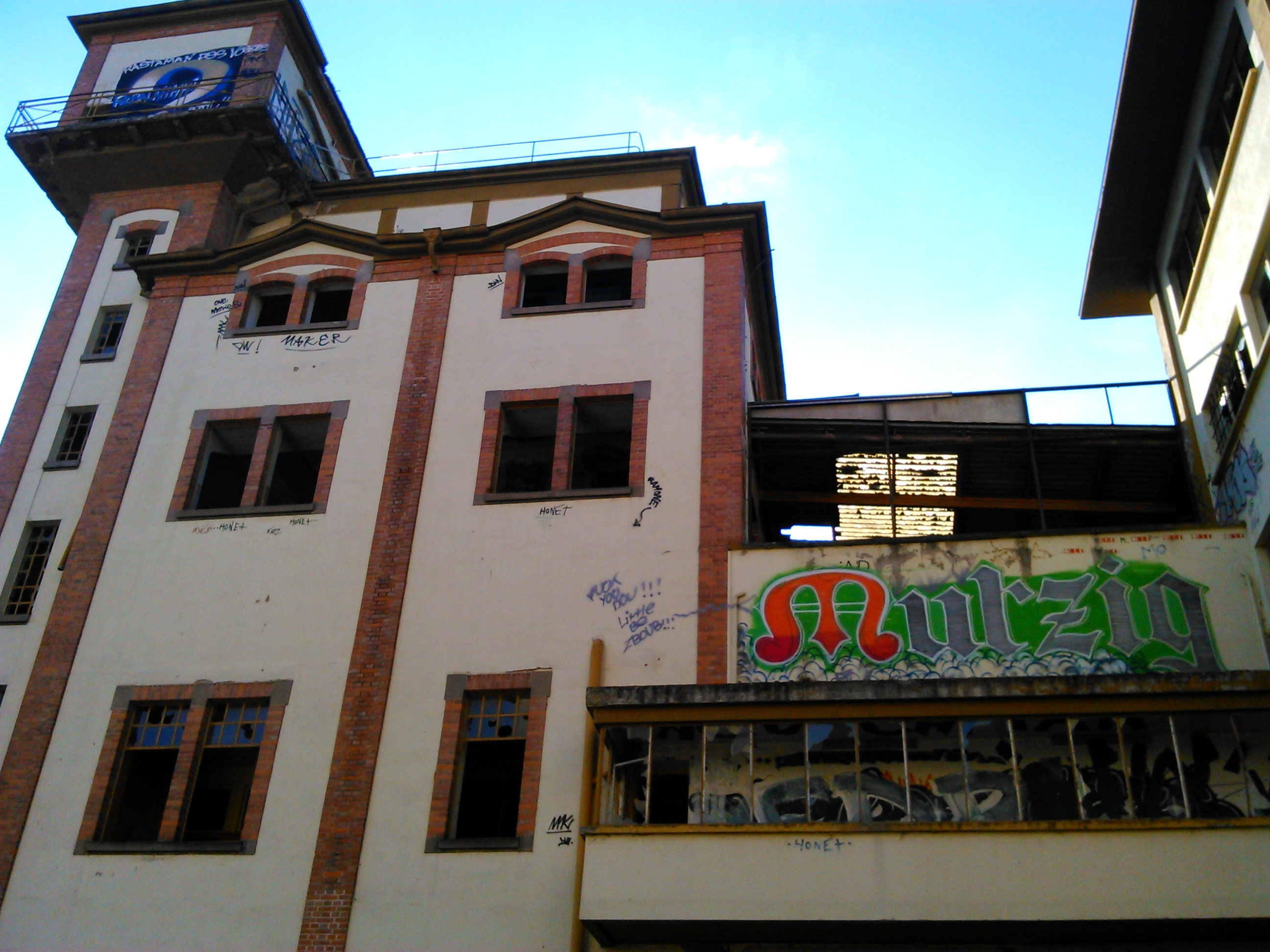
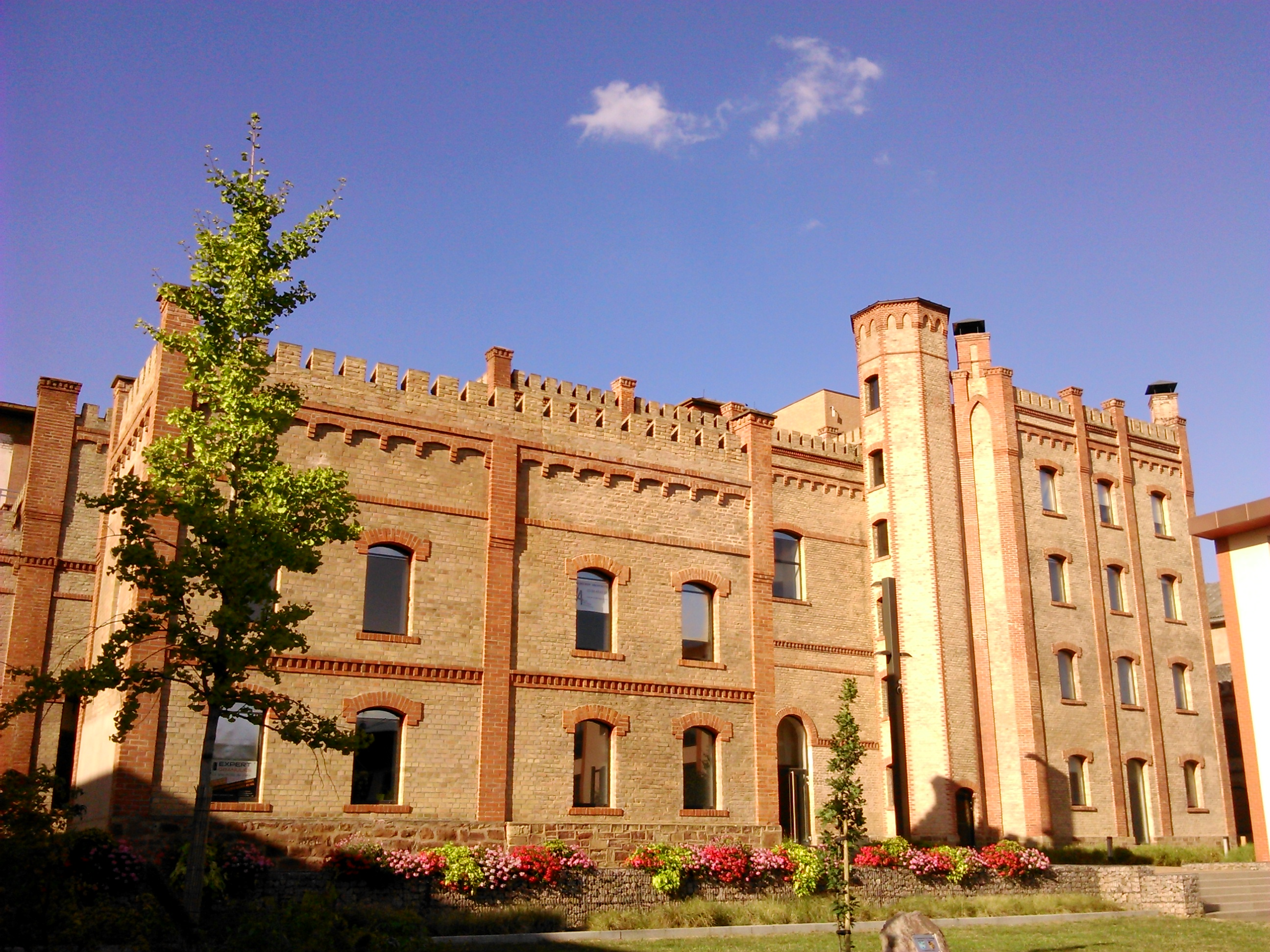
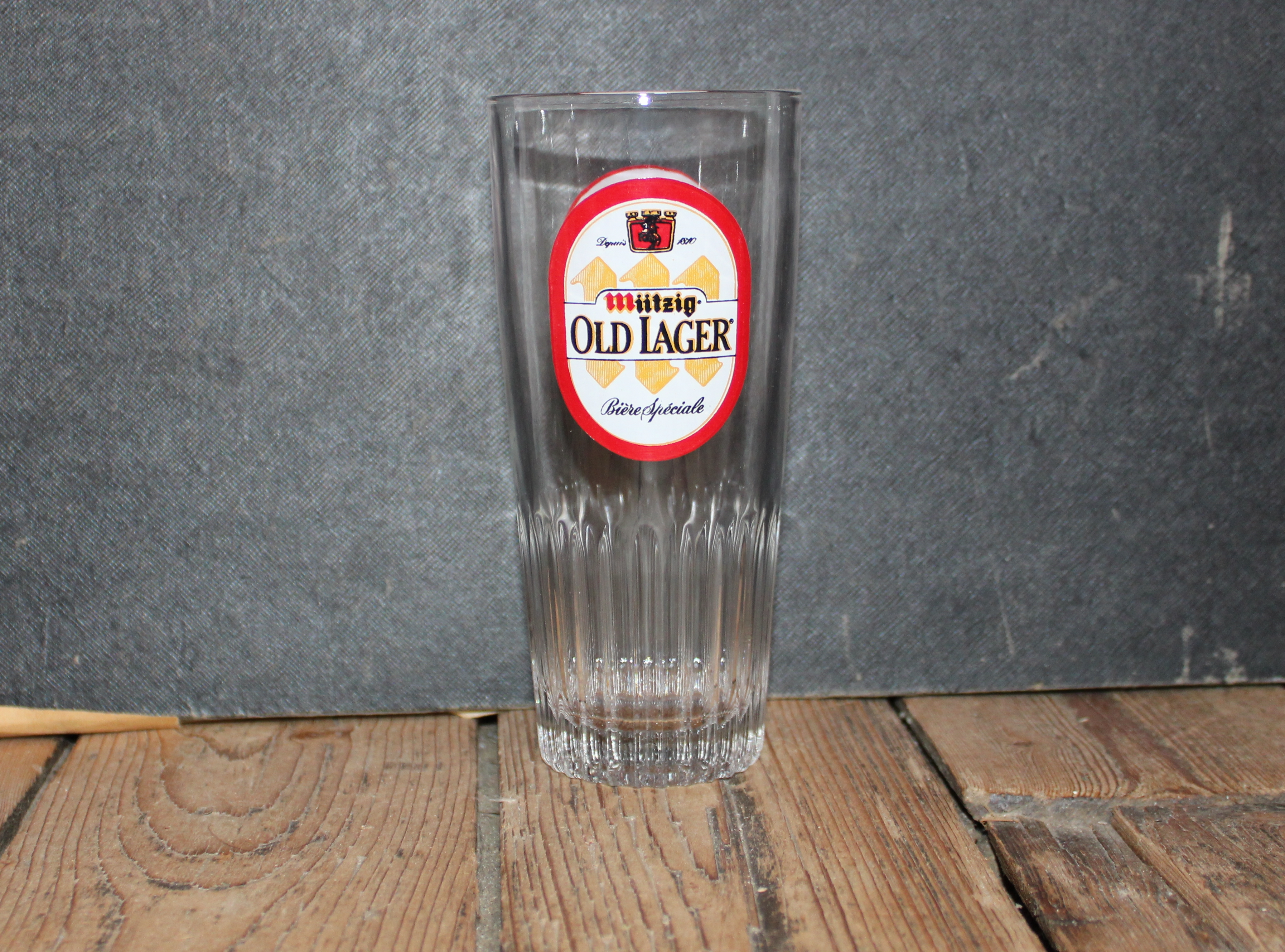
Vieux verre à bière Mützig Old lager.
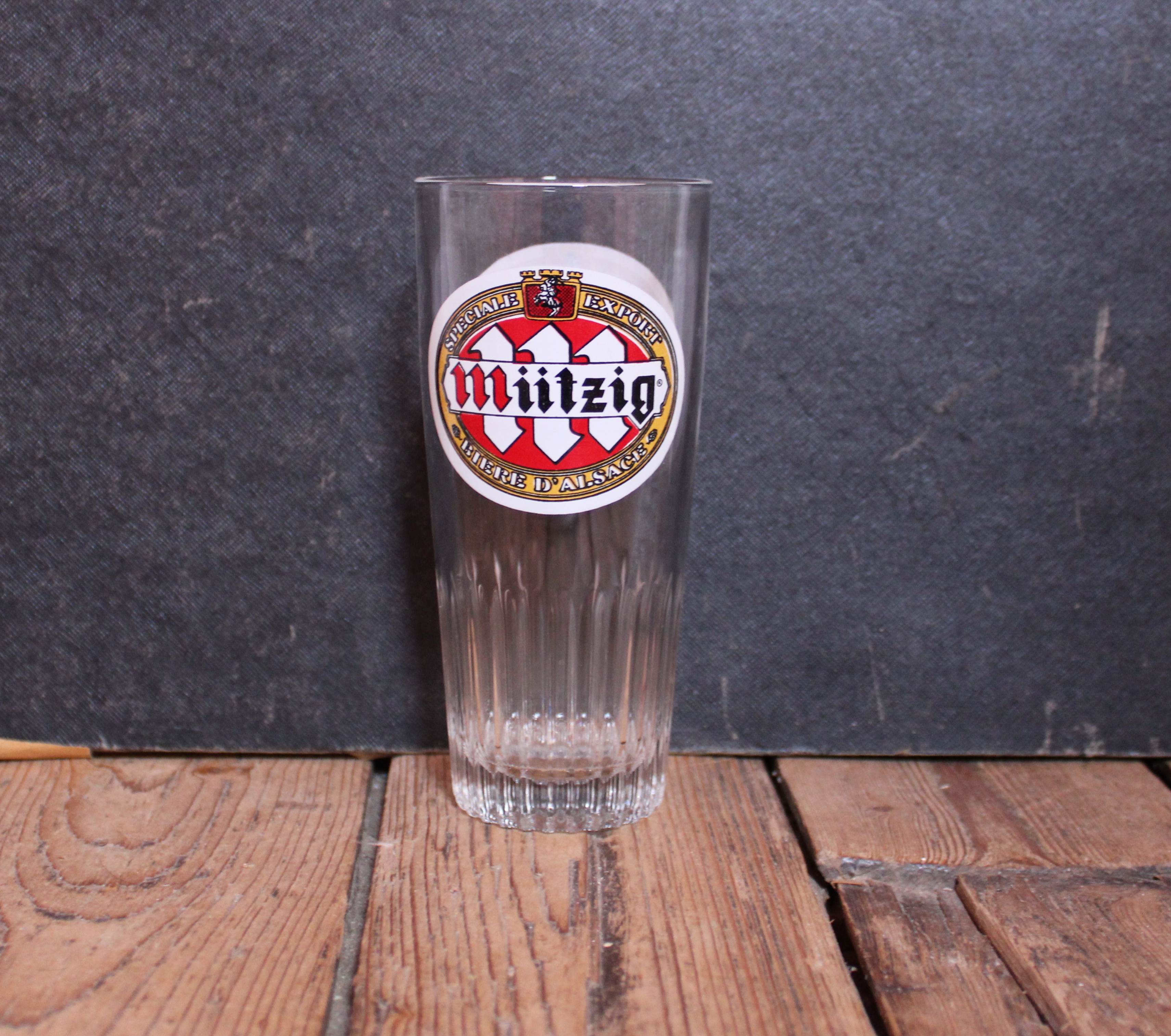
Vieux verre à bière Mützig Spéciale export-Bière d'Alsace.